# Hesperomeles nitida
Hesperomeles nitida är en rosväxtart som beskrevs av Ellsworth Paine Killip. Hesperomeles nitida ingår i släktet Hesperomeles och familjen rosväxter. Inga underarter finns listade i Catalogue of Life.